# St. Bernhard (Eußerthal)
Die römisch-katholische Kirche St. Bernhard in der Kirchstraße ist ein denkmalgeschütztes Bauwerk in Eußerthal, einer Ortsgemeinde im Landkreis Südliche Weinstraße (Rheinland-Pfalz). Sie war die ehemalige Kirche des dortigen Klosters und steht unter dem Patrozinium des hl. Bernhard von Clairvaux.

## Geschichte
Die Kirche wurde 1262 geweiht. Frühere schriftliche Nachrichten zur Baugeschichte fehlen. Auch dendrochronologische Befunde liegen nicht vor. Nach stilistischen Gesichtspunkten wird ein Baubeginn um 1200 und eine Hauptbauzeit ab 1220 vermutet.  1233 schenkte König Heinrich VII. dem Kloster die Kirche und Kloster mit allen Einkünften und Rechten. Die Zisterziensermönche von Kloster Eußerthal waren damit zugleich als Hüter der Reichsinsignien auf dem Trifels eingesetzt. Im Zuge der Reformation wurde das Kloster 1560 aufgehoben.
Im 18. Jahrhundert wurden die Überreste der Kirche als Pfarrkirche eingerichtet. Dazu wurden die oberen Fensteröffnungen eingezogen und nach Abbruch der Ruinen des Langhauses eine neue einfache Westfassade mit Eingangstür gebaut. Der Dachreiter erhielt eine barocke Zwiebelhaube. Das Gebäude hat heute den Charakter eines Zentralbaus.
Im Rahmen der Renovierung von 1961/62 wurde die gesamte historische Ausstattung bis auf zwei Skulpturen entfernt. Im Chor und in der Kapelle wurden schlichte steinerne Altarmensen aufgestellt. Bis Ende 2015 bildete die Kirche eine eigene Pfarrei. Seither gehört sie  als Filiale zur Pfarrei Hl. Elisabeth in Annweiler.

## Architektur und Innenausstattung
Es handelt sich um eine dreischiffige kreuzförmige Pfeilerbasilika mit Querschiff. Der Grundriss mit Rechteckchor und zweimal zwei Nebenkapellen an der Ostseite des Querhauses ist typisch für romanische wie gotische Zisterzienserkirchen. Der Bau besteht aus rotem Sandstein, der in der Umgebung gebrochen wurde.
Die Fenster sind überwiegend noch romanisch, an drei der Nebenkapellen und an den Seitenschiffen aber schon frühgotisch. Der Frühgotik gehören auch die Kreuzrippengewölbe an. Entsprechend den Vorschriften der Zisterzienser hat die Kirche keine Türme, sondern nur einen Dachreiter auf der Vierung, und verzichtet im Innenraum, der unverputzt ist und aus fein behauenem Sichtmauerwerk besteht, auch auf eine farbige Ausgestaltung. Wie an vielen, auch gotischen, Zisterzienserkirchen wurde auf Strebebögen verzichtet. Die Gewölbe von Querhaus und Chor werden aber durch Strebepfeiler in der Nähe der Mauerecken gestützt. Eine Ähnlichkeit mit der aber wesentlich größeren Abteikirche Otterberg ist unverkennbar. Jene wurde schon 1168 begonnen, aber erst kurz vor 1250 vollendet.

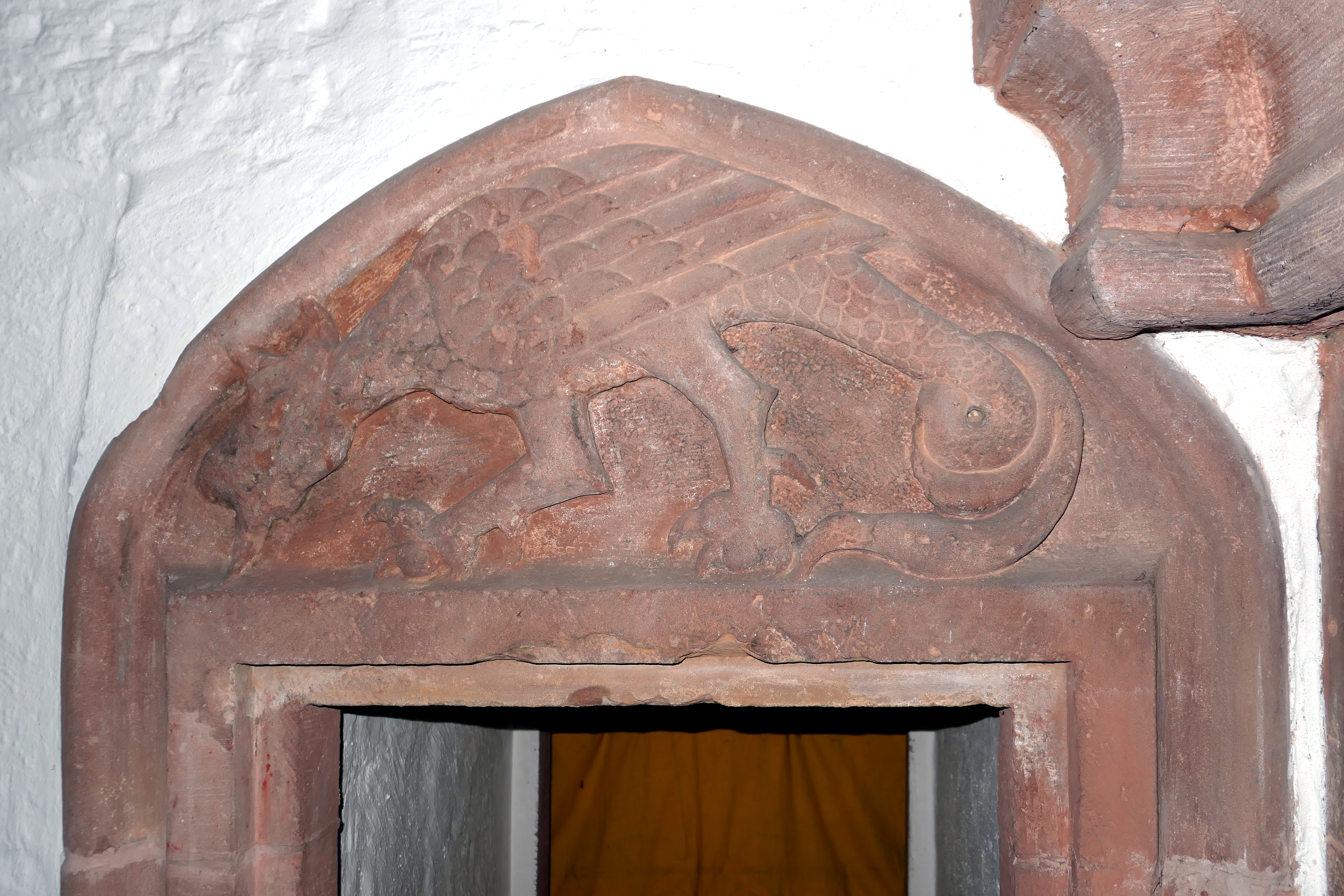
Tympanon der Nordkapelle Mit dem Relief eines Drachen

Am inneren südlichen Chorbogen befindet sich eine Wappeninschrift aus dem 16. Jahrhundert. Das Wappen ist jenes der Stifterfamilie von Mörlheim, das auch auf einem Wappenstein in der äußeren Ostfassade zu sehen ist (zwei übereinander angeordnete, sich ergreifende Handpaare). Die lateinische Inschrift lautet übersetzt: „Das Wappen des Herrn Stephan, des strengen und edlen Ritters von Merlnheim, welcher dieses Kloster stiftete im Jahre 1148“.
Heute stehen von der Klosterkirche nur der Chor, das Querschiff und das erste Joch des Langhauses. Der Kreuzgang ist verschwunden. Übrig geblieben sind die Maßwerk-Rosette in der Chorwand und eine gut erhaltenes Flachrelief aus Sandstein, die einen Drachen zeigt.

## Orgel
Die Orgel im südlichen Querschiff hat auf zwei Manualen und Pedal 23 Register und wurde von dem Haßlocher Orgelbaumeister Hugo Wehr in den 1970er Jahren erbaut.
Die Akustik der Kirche ist ideal für kirchenmusikalische Veranstaltungen.